# Prysmian
Prysmian este o companie multinațională producătoare de cabluri pentru rețele electrice și telecomunicații.
Grupul are vânzări de aproape 8 miliarde de euro în anul 2012, aproximativ 20.000 de angajați în 50 de țări și 91 de fabrici în toată lumea.
Compania a fost fondată în 1879, sub numele Pirelli Cavi e Sistemi.
În 2005 grupul Pirelli a vândut-o băncii Goldman Sachs .
Compania este prezentă și în România, unde deține o fabrică cu 500 de angajați la Slatina.